# Egy Hét (folyóirat)
Egy Hét : antifasiszta szemle. 16 száma 1935. január havától kezdődően Nagyváradon jelent meg Bárdos László szerkesztésében. Politikai, szociológiai és irodalmi kérdésekkel foglalkozott.

## Irodalmi tartalma, betiltása
Irodalmi részében rendszeresen közölte Szilágyi András, Korvin Sándor, Cseresnyés Sándor, Herczka István (Dimény István) és Salamon Ernő írásait. Nagy Istvánnak Gyökér István néven jelent meg itt publicisztikai írása. Egy-egy cikkel Gaál Gábor és Fábry Zoltán is szerepelt. A folyóirat közölte Illyés Gyula verseit, Remenyik Zsigmond elbeszélését, Aron Cotruș több forradalmi költeményét. 
Gazdag világirodalmi kitekintését Ernst Toller, Erich Kästner, Klaus Mann és Lion Feuchtwanger cikkei, az afrikai Langston Hughes és Tenton Johnson versei, Jaroslav Hašek humoros írásai, valamint Egon Erwin Kisch, Agnes Smedley, Louis Fischer, Ilja Ehrenburg, H. G. Wells, F. C. Weiskopf irodalmi riportjai jelzik. Az imperialista háborús készülődések elleni s a Szovjetunió melletti állásfoglalása miatt a hatóságok 1935 májusában betiltották.